# ソン・ヘギョ
ソン・ヘギョ（朝: 송 혜교、1981年11月22日 - ）は、大韓民国の女優、モデル。大邱広域市出身。本貫は礪山宋氏。

## 生涯
ソン・ヘギョは1981年11月22日、大邱ダルソ区で生まれた。本館は余山。両親の離婚で母親の下で成長しました。母とソウル特別市江南区に引っ越して小学校に入学した。小学生の時から中学校2年生までフィギュアスケート選手として活動していたが、演技活動に集中するためにやめた。ソン・ヘギョは幼い頃自身が内気な性格だと思ったが、当時彼女を担当していた高校時代教師は「ソン・ヘギョは友人とよく似合う常に明るい雰囲気の学生だった。陽気な性格を持った」と述べた。

## 経歴
ソン・ヘギョは中学校3年生に在学中だった1996年に制服会社で主催した《先輩(現SK)スマート学生服モデル選抜大会》に出場し、対象を受賞しながら芸能界にデビューした。[9][10] KBS1青少年ドラマ『新世代報告大人は知らない』に単役を通じて演技者としてデビューした。ソン・ヘギョは1996年KBS2ドラマ《初恋》で女主人公ヒョギョン(イ・スンヨン分)の課外学生役で出演し、ほかにもKBS2《幸せな朝》、《ウェディングドレス》、SBS《美しい顔》、《彼らが出会った時》、MBC》 《白夜3.98》（1998）などの作品に単役で出演した。また、日陰と心配のない純粋で若々しく愛嬌あふれるオ・ヘギョ役を引き受けてかわいいイメージで人気を集めたSBS「純風産婦人科」と「行進」、「私はどうか」などの青春シットコムに続いて出演し、ティーンスターとして活躍した。
ソン・ヘギョは2000年、KBS2ドラマ『秋のおとぎ話』で20歳で初の主人公を務めた。この作品は当時40％を超える圧倒的な視聴率を記録した。ソン・ヘギョは「秋のおとぎ話」でウンソ役でソン・スンホン、ウォンビンと呼吸を合わせて韓流スターとしても大きな人気を得た。 KBS演技大賞で人気賞、フォトジェニックと百想芸術大賞TV部門人気賞を受賞した。
ドラマ『秋の童話』（2000年）のウンソ役で人気が上昇した。
2001年にはMBCドラマ『ホテル』とSBSドラマ『守護天使』に出演した。 2003年、SBSドラマ『オールイン』でカジノディーラーのミン・スヨン役を務め、イ・ビョンホンと呼吸を合わせたが、『オールイン』は47.75%の高い視聴率を記録し、ソン・ヘギョはSBS演技大賞10代スター賞、最優秀演技賞。
2004年にはKBS2ドラマ『フルハウス』で単純快活陽気なハン・ジウン役を消化した。このドラマは、自分の家を探すために家政婦に入った一般人とトップスター（チョン・ジフン分）の契約結婚や、たっぷりのストーリーの恋愛ストーリーをよく演じて絶賛を受け、ソン・ヘギョが歌った〈熊三匹〉歌も世界的に大きな話題となった。
同年出演したSBSドラマ『日光のあふれる』は26.4%の視聴率を記録した。

『フルハウス』（2004年）では共演したR&B歌手のRain(ピ)とのコンビも人気を集め、KBS演技最優秀大賞・ベストカップル賞などを受賞した。
視聴率が再び40％を超えるビッグヒットを記録すると同時にグローバル興行を行ったし、彼女はメロとロマンチックコメディで相次いでグローバルビッグヒット作品で成功させ、国内と海外で同時にグローバル韓流トップスター反熱に上がり KBS演技大賞のトップ賞を受賞した。
2004年12月、所属事務所連営エンターテイメントとの契約が満了した後、2005年4月にサイダースHQと3年間のマネジメントを契約した。ソン・ヘギョは2005年に日本映画《世界の中心で愛を叫ぶ》を韓国情緒に合わせてリメイクした映画《青注意報》でスクリーンデビューをした。
2013年、日本ドラマ『愛らしい必要がなく、夏』をリメイクしたSBSドラマ『その冬風が吹く』に出演した。この作品はノ・ヒギョン作家とキム・ギュテPDが意気投合して視聴者たちの胸を鳴らす話と感覚的な映像美を披露し、ソン・ヘギョは4年ぶりに放送に復帰して視覚障害を患っているオ・ヨン役を引き受けた。 ソン・ヘギョはSBS演技大賞10大スター賞、最優秀演技賞とエイパンスターアワード賞を受賞した。

2016年、KBS2ドラマ《太陽の末裔》でソン・ジュンギと呼吸を合わせた。この作品は作家キム・ウンスクとキム・ウォンソクが3年間共に準備したプロジェクトで、事前製作された。極限の状況でも生命の尊厳性を重視し責任感を尽くす胸部外科専門のカン・モヨン役を引き受けてユ・ジジン大尉役を演じた

ソン・ジュンギと甘いロマンスで 41.8%の圧倒的な視聴率を記録し、2016年最高の話題作と呼ばれるなどシンドローム級人気を集めた。 2016年12月31日KBS演技大賞で大賞、ベストカップル賞、アジア最高カップル賞を受賞した。
2018年11月からはtvNで放映したドラマ『彼氏』でチャ・スヒョン役でパク・ボゴムと呼吸を合わせた。ドラマの彼氏は2回ぶりに10％を超える視聴率を記録し、相変わらずソン・ヘギョのスターパワーを立証し、日本などアジア圏で人気を集めた。
2022年12月、ネットフリックスで初公開されたネットフリックスドラマ「ザグローリー」は、公開後にグローバル興行記録を立てて大きな人気を得た。 2022年12月30日に公開されたザグローリーパート1と2023年3月10日公開されたザグローリーパート2とも公開後、全世界のネットフリックスで1位を占め、38カ国で1位を記録するなど高い世界的な興行成果を記録した。
また、公開初日からネットフリックスアプリユーザー数最高記録を更新するなど多様な興行記録を達成した。ソン・ヘギョの演技も平壇と世界中の視聴者たちに賛辞と好評を受け、ソン・ヘギョはネットフリックスドラマ「ザグローリー」で第2回青龍シリーズアワード賞授賞式で最高の栄誉人大賞を受賞し、また、第59回百想芸術大賞テレビ部門女子崔優秀演技賞も受賞した。

## 出演作

### ドラマ
- 初恋（1996年-1997年、KBS） - ジョンア役
- パートナー（1998年、SBS）
- 行進（1998年、SBS）
- 恐怖の瞳（1998年、SBS）
- 白夜3.98（1998年、SBS） - チョンヒョンの少女時代役
- 私、どう?（1998年、SBS）
- 6人兄妹（1998年-1999年、MBC） - チェ・ウンシル役
- 甘い新婦（1999年、SBS）
- 順風産婦人科（1999年、SBS）
- 秋の童話（2000年、KBS） - チェ・ウンソ役
- 守護天使（2001年、SBS） - チョン・ダソ役
- ホテリアー（2001年、MBC） - キム・ユンヒ役
- オールイン 運命の愛（2003年、KBS） - ミン・スヨン役
- サンシャイン・オブ・ラブ（2004年、SBS） - チ・ヨヌ役
- フルハウス（2004年、KBS） - ハン・ジウン役
- 彼らが生きる世界（2008年、KBS） - チュ・ジュニョン役
- その冬、風が吹く（2013年、SBS） - オ・ヨン役
- 太陽の末裔（2016年、KBS） - カン・モヨン役
- ボーイフレンド（2018年-2019年、tvN） - チャ・スヒョン役
- 今、別れの途中です（2021年、SBS） - ハ・ヨンウン役
- ザ・グローリー 〜輝かしき復讐〜（2022年、Netflix） - 主演：ムン・ドンウン役[4]
- ザ・グローリー 〜輝かしき復讐〜 パート2（2023年、Netflix） - ムン・ドンウン役[5]

### 映画
- 2005年：僕の、世界の中心は、君だ。
- 2007年：ファン・ジニ 映画版 Hwangjiny (황진이)
- 2008年：メイク ユアセルフ アット ホム Make Yourself At Home(시집)
- 2010年：カメリア Camellia
- 2011年：今日 Nobody Somebody
- 2013年：グランド・マスター（一代宗師）
- 2014年：世界で一番いとしい君へ
- 2014年：The Crossing ザ・クロッシング Part I（太平輪）
- 2015年：The Crossing ザ・クロッシング Part II（太平輪 彼岸）
- 2015年：私は女王だ
- 2025年：黒い修道女たち[6]

## 受賞歴
- 1996年 ソンギョン（SK）スマートモデル選抜大会大賞
- 1998年 SBS演技大賞新人賞
- 2000年 KBS 演技大賞人気賞/フォトジェニック賞（ドラマ「秋の童話」）
- 2001年 百想芸術大賞TV演技部門人気賞
- 2001年 SBS 演技大賞最優秀演技賞、10大スター賞（ドラマ「守護天使」）
- 2002年 中国CE(China Entertainment)TV選定
- 2003年 SBS 演技大賞最優秀演技賞（ドラマ「オールイン」）
- 2004年 KBS 演技大賞最優秀演技賞/人気賞/カップル賞（ドラマ「フルハウス」）
- 2007年 第6回 大韓民国映画大賞 新人女優賞（映画「ファン・ジニ」）
- 2016年 KBS 演技大賞 大賞/ベストカップル賞/アジア最高カップル賞（ドラマ「太陽の末裔」）
- 2023年 百想芸術大賞TV演技部門最優秀演技賞女性（ドラマ「ザ・グローリー〜輝かしき復讐〜」）

## 関連事項
- 韓国のアイドルグループである「BESTie」の作品「연애의 조건 (恋愛の条件 / Love Options)」の歌詞の中で、主人公が思い描く理想の男性像として“私のことをソン・ヘギョより綺麗だと言ってくれる人”という節がある。